# إليزابيث موراي
إليزابيث موراي (بالإنجليزية: Elizabeth Murray)‏ هي بروفيسورة ورسامة أمريكية، ولدت في 6 سبتمبر 1940 في شيكاغو في الولايات المتحدة، وتوفيت في 12 أغسطس 2007 في نيويورك في الولايات المتحدة بسبب سرطان الرئة.

## وصلات خارجية
- إليزابيث موراي على موقع الموسوعة البريطانية (الإنجليزية)